# Slipstream : Le Souffle du futur
Pour les articles homonymes, voir Slipstream.
Pour plus de détails, voir Fiche technique et Distribution.
Slipstream : Le Souffle du futur (Slipstream) est un film de science-fiction britannique réalisé par Steven Lisberger et sorti en 1989.

## Synopsis
Après une catastrophe appelée « Convergence harmonique », un Changement climatique brutal a balayé la civilisation humaine. Un vaste courant de vent, le Slipstream, encercle désormais le globe. Quelques colonies  de survivants, dispersées sur la planète, tentent de survivre.

## Fiche technique
Sauf indication contraire, les informations mentionnées dans cette section peuvent être confirmées par la base de données cinématographiques IMDb,  présente dans la section « Liens externes ».
- Titre original : Slipstream
- Titre français : Slipstream : Le Souffle du futur ou Le Souffle du futur
- Réalisation : Steven Lisberger
- Scénario : Tony Kayden, d'après une histoire de Bill Bauer et Charles Edward Pogue
- Musique : Elmer Bernstein
- Décors : Andrew McAlpine
- Costumes : Catherine Cook
- Photographie : Frank Tidy
- Montage : Terry Rawlings
- Production : Gary Kurtz

Producteurs délégués : William Braunstein, Arthur H. Maslansky et Nigel Green
- Société de production : Entertainment Film
- Société de distribution : Entertainment Film Distributors (Royaume-Uni)
- Budget : n/a
- Pays de production :  Royaume-Uni
- Langue originale : anglais
- Format : couleur
- Genre : science-fiction post-apocalyptique
- Durée : 102 minutes
- Dates de sortie[1] :
  - Royaume-Uni : 10 février 1989 (sortie limitée à Londres)
  - France : 6 novembre 1990
- Classification[2] :
  - États-Unis : PG-13
  - Royaume-Uni : PG

## Distribution
- Mark Hamill : Will Tasker
- Kitty Aldridge : Belitski
- Bill Paxton (VF : Emmanuel Jacomy) : Matt Owens
- Bob Peck (VF : Michel Derain) : Byron
- Eleanor David : Ariel
- Robbie Coltrane (VF : Hervé Jolly) : Montclaire
- Ben Kingsley (VF : Pascal Renwick) : Avatar
- F. Murray Abraham : Cornelius
- Bruce Boa : Garde superviseur
- Eris Akman (VF : Pascal Renwick) : le père d'un enfant aveugle

## Production
Le tournage a lieu en Irlande, en Turquie (Cappadoce) et en Angleterre (Malham Cove, Pinewood Studios) ,.

## Sortie et accueil
Le film ne connait qu'une sortie limitée dans les salles britanniques où il fait un flop. Il ne sort pas au cinéma en Amérique du Nord où il n'est commercialisé qu'en VHS par M.C.E.G. Virgin Home Entertainment en 1990.
Sur l'agrégateur américain Rotten Tomatoes, le film n'obtient que 43% d'avis positifs.